# پیتون پلیس (فیلم)
پیتون پلیس (انگلیسی: Peyton Place) فیلمی در ژانر درام به کارگردانی مارک رابسون است که در سال ۱۹۵۷ منتشر شد.

## نگارخانه

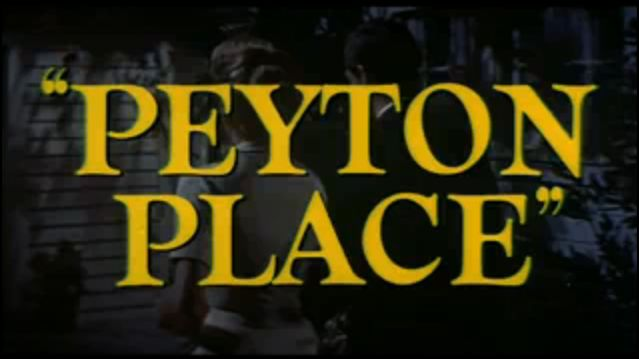
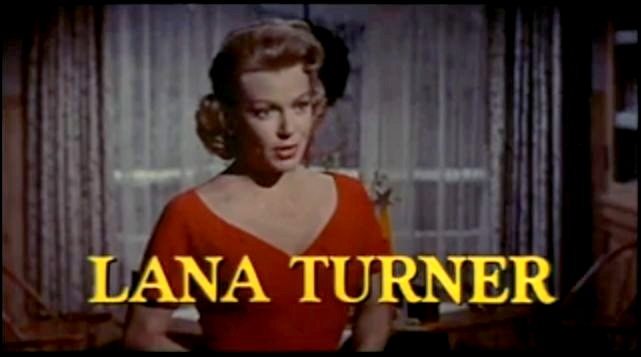
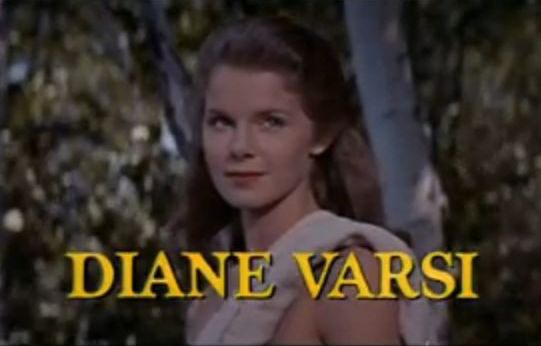
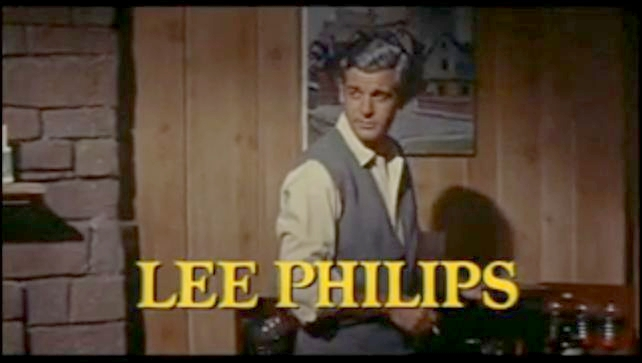
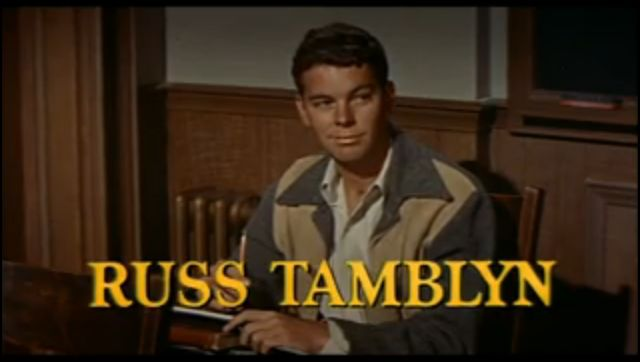
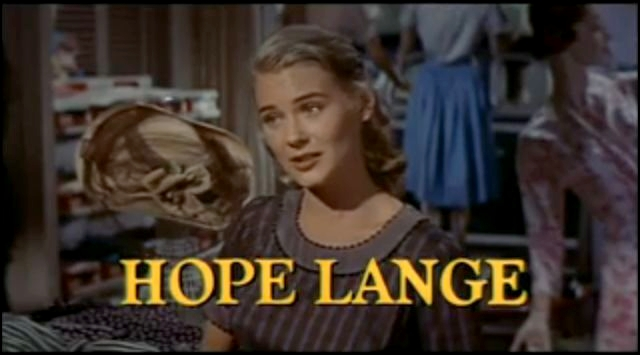
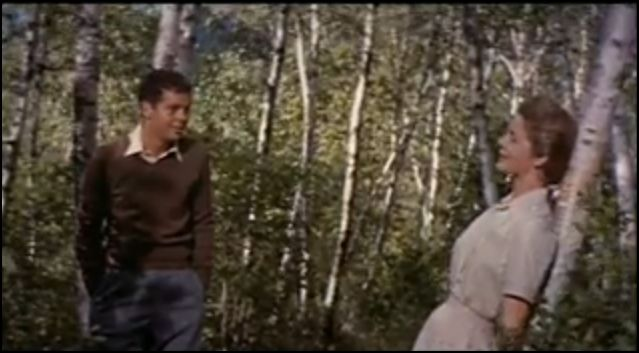
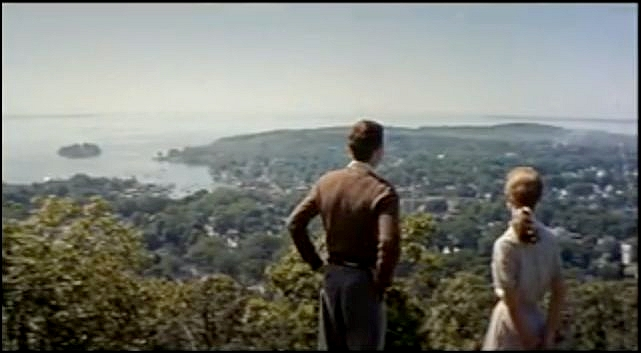
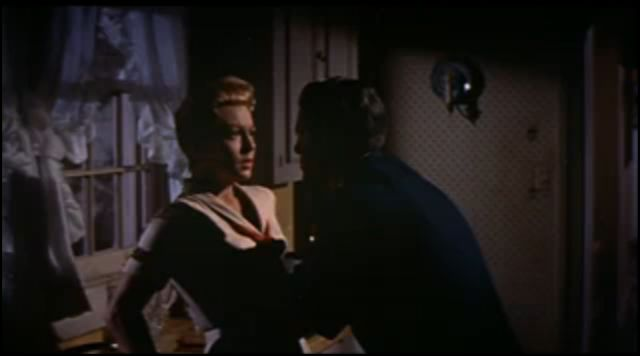
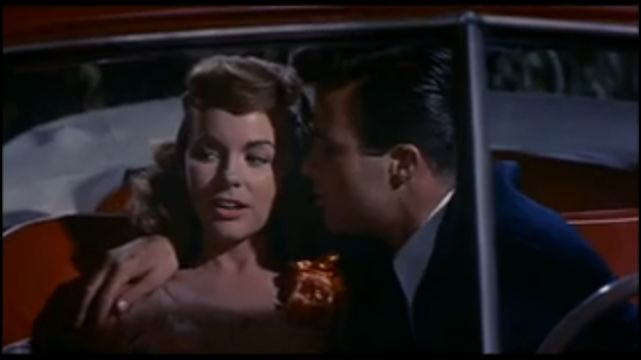

## بازیگران
- لانا ترنر
- لوید نولان
- آرتور کندی
- راس تامبلین
- تری مور
- هوپ لانگ
- دیان وارسی
- بتی فیلد
- میلدرد دانوک
- لیون امس
- لورن گرین